# Scout Adkin
Scout Adkin, née le 16 août 1993, est une coureuse de fond écossaise spécialisée en course en montagne. Elle a remporté la Coupe du monde de course en montagne 2024, la médaille d'argent à la Coupe des nations de la WMRA et la médaille de bronze sur l'épreuve de course en montagne en montée et descente aux championnats d'Europe de course en montagne et trail 2022.

## Biographie
Scout Adkin grandit dans une famille sportive et est encouragée par ses parents à pratiquer du sport. Elle pratique la natation dans sa jeunesse, puis se met à la course à pied, toujours imitée par son frère Jacob. En 2008, elle fait des débuts encourageants en fell running et décide de se spécialiser dans cette discipline. En 2011, elle remporte l'épreuve de sélection juniors pour les championnats d'Europe de course en montagne à Bursa. Elle y termine quinzième. Elle entreprend ensuite ses études à l'université Robert Gordon et décide de mettre en retrait sa carrière sportive, ne parvenant pas à concilier les deux.
Après avoir vécu à York loin des montagnes, elle déménage dans le Lake District en 2019 et se remet au fell running. Elle renoue avec le succès cette année en remportant les championnats d'Écosse de course de colline à Broughton.
Le 31 octobre 2021, elle participe à la Coupe des nations de la WMRA à Chiavenna. Elle s'empare des commandes de la course avec l'Anglaise Kate Maltby. Elle est ensuite rattrapée par l'Italienne Francesca Ghelfi qui la double pour foncer vers la victoire. Scout Adkin s'accroche pour conserver la deuxième place et remporter la médaille d'argent.
En juillet 2022, elle prend part aux championnats d'Europe de course en montagne et trail à El Paso. Sur l'épreuve de montée, elle prend un bon départ, menant la course avant d'être rapidement doublée par les favorites Maude Mathys et Andrea Mayr. Elle semble alors se diriger vers le bronze mais se fait doubler par la Française Christel Dewalle en fin de course. Échouant au pied du podium, elle remporte la médaille d'or par équipes avec Kate Avery dixième et Kirsty Dickson douzième. Deux jours après, elle s'élance sur l'épreuve de montée et descente. Laissant partir Maude Mathys et Monica Mădălina Florea devant, elle assure la troisième place pour remporter la médaille de bronze. Elle double la mise au classement par équipes.
En 2023, elle se concentre sur la Coupe du monde de course en montagne. Elle entame sa saison avec une victoire sur la Montemuro Vertical Run en parvenant à doubler les deux Kényanes favorites Joyce Muthoni Njeru et Lucy Wambui Murigi. Deux semaines plus tard, elle parvient à battre une autre Kényane, Philaries Kisang, pour terminer deuxième du Piz Tri Vertical derrière la grande favorite Andrea Mayr.
Le 2 septembre, elle s'incline face à ces deux dernières pour terminer sur la troisième marche du podium du Vertical Nasego. Lors de la finale à Puerto de Las Nieves, elle domine la Sky Gran Canaria A4Uphill pour remporter la victoire. En l'absence d'Andrea Mayr lors de cette finale, elle remporte le classement Vertical de la Coupe du monde. Deux jours plus tard, elle assure la troisième place de l'épreuve Sky Gran Canaria AA21 et se classe deuxième du classement général grâce à ses résultats consistants.
Le 31 mai 2024, elle s'élance sur l'épreuve de montée aux championnats d'Europe de course en montagne et trail à Annecy. Annoncée comme favorite, elle voit cependant la surprenante Nina Engelhard lui voler la vedette et mener la course pour remporter le titre. Scout Adkin assure alors la médaille d'argent, tout comme son frère. Elle remporte de plus la médaille d'argent au classement par équipes. Deux jours plus, elle effectue une solide course sur l'épreuve en montée et descente. À nouveau derrière l'Allemande Nina Engelhard, elle se retrouve au coude-à-coude avec la Roumaine Monica Mădălina Florea pour la deuxième place. Moins à l'aise en descente, elle s'accroche ensuite pour tenter de conserver une place sur le podium, mais elle se fait doubler par Judith Wyder descendue en trombe. Elle termine donc au pied du podium. Avec Naomi Lang cinquième et Eve Pannone onzième, elle remporte cependant la médaille d'or au classement par équipes. Elle se concentre ensuite sur la Coupe du monde de course en montagne. Le 14 juillet, elle s'élance comme favorite sur la Montemuro Vertical Run et s'empare des commandes de la course dès le départ. Suivie dans un premier temps par Joyce Muthoni Njeru et Susanna Saapunki, elle maintient son avance en tête pour s'offrir la victoire. Une semaine plus tard, elle talonne Philaries Kisang sur la montée du Nid d'Aigle et parvient à la doubler puis creuse l'écart en tête pour s'offrir la victoire. Le 10 août, elle prend pour la première fois le départ de la classique Sierre-Zinal. Prenant un bon départ, elle se place en deuxième position au terme de la montée. Elle parvient à garder sa position jusqu'à la ligne d'arrivée. Lors de la finale à Chiavenna, elle parvient à lancer son attaque à mi-parcours du kilomètre vertical Chiavenna-Lagùnc pour passer en tête et s'offrir la victoire. Le lendemain, elle termine troisième du Val Bregaglia Trail et grâce à ses cinq podiums, elle remporte le classement général pour un point devant Joyce Muthoni Njeru.

## Palmarès
| no  | féminin            | Course                                                           | Longueur | Départ           | Temps           |
| --- | ------------------ | ---------------------------------------------------------------- | -------- | ---------------- | --------------- |
| 50e | Médaille d'argent  | Coupe des nations de la WMRA                                     | 19 km    | 31 octobre 2021  | 1 h 35 min 47 s |
| 13e | Médaille d'or      | Championnats de Grande-Bretagne de course en montagne - Montée   | 18 km    | 20 mai 2022      | 1 h 25 min 47 s |
| 4e  | 4e                 | Championnats d'Europe de course en montagne - Montée             | 8,85 km  | 3 juillet 2022   | 52 min 54 s     |
| 3e  | Médaille de bronze | Championnats d'Europe de course en montagne - Montée et descente | 17,6 km  | 3 juillet 2022   | 1 h 19 min 35 s |
| 19e | Médaille d'argent  | Mémorial Partigiani Stellina                                     | 14,4 km  | 28 août 2022     | 1 h 35 min 1 s  |
| 32e | Médaille d'argent  | Kilomètre vertical Chiavenna-Lagùnc                              | 3,3 km   | 8 octobre 2022   | 38 min 55 s     |
| 5e  | 5e                 | Championnats du monde de course en montagne - Montée et descente | 11,2 km  | 6 novembre 2022  | 50 min 19 s     |
| 8e  | 8e                 | Championnats du monde de course en montagne - Montée             | 7,1 km   | 7 juin 2023      | 51 min 39 s     |
| 16e | Médaille d'or      | Montemuro Vertical Run                                           | 10,4 km  | 2 juillet 2023   | 1 h 4 min 8 s   |
| 21e | Médaille d'argent  | Piz Tri Vertical                                                 | 3,5 km   | 15 juillet 2023  | 38 min 59 s     |
| 28e | Médaille d'argent  | Mémorial Partigiani Stellina                                     | 6,5 km   | 27 août 2023     | 40 min 45 s     |
| 26e | Médaille de bronze | Vertical Nasego                                                  | 4,2 km   | 2 septembre 2023 | 40 min 35 s     |
| 15e | Médaille d'or      | Sky Gran Canaria A4Uphill                                        | 4,0 km   | 13 octobre 2023  | 21 min 17 s     |
| 16e | Médaille de bronze | Sky Gran Canaria AA21                                            | 22 km    | 15 octobre 2023  | 1 h 32 min 52 s |
| 9e  | Médaille d'or      | Championnats de Grande-Bretagne de trail court                   | 21,1 km  | 24 mars 2024     | 1 h 18 min 58 s |
| 16e | Médaille d'or      | Championnats de Grande-Bretagne de course en montagne - Montée   | 6 km     | 19 avril 2024    | 42 min 36 s     |
| 2e  | Médaille d'argent  | Championnats d'Europe de course en montagne - Montée             | 7,6 km   | 31 mai 2024      | 51 min 43 s     |
| 4e  | 4e                 | Championnats d'Europe de course en montagne - Montée et descente | 16,0 km  | 2 juin 2024      | 1 h 23 min 15 s |
| 16e | Médaille d'or      | Montemuro Vertical Run                                           | 10,2 km  | 14 juillet 2024  | 1 h 0 min 52 s  |
| 18e | Médaille d'or      | Montée du Nid d'Aigle                                            | 20 km    | 20 juillet 2024  | 2 h 8 min 9 s   |
| 89e | Médaille d'argent  | Sierre-Zinal                                                     | 31 km    | 10 août 2024     | 3 h 2 min 21 s  |
| 25e | Médaille d'argent  | Course de Šmarna Gora                                            | 10 km    | 5 octobre 2024   | 50 min 13 s     |
| 45e | Médaille d'or      | Kilomètre vertical Chiavenna-Lagùnc                              | 3,3 km   | 12 octobre 2024  | 37 min 57 s     |
| 29e | Médaille de bronze | Val Bregaglia Trail                                              | 23 km    | 13 octobre 2024  | 1 h 48 min 58 s |
| 8e  | Médaille d'or      | Zmeu X-Fest Classic Mountain                                     | 19,6 km  | 3 mai 2025       | 2 h 30 min 18 s |
| 29e | Médaille d'argent  | Vertical Nasego                                                  | 4,2 km   | 24 mai 2025      | 39 min 23 s     |
| 35e | Médaille d'argent  | Trophée Nasego                                                   | 20,6 km  | 25 mai 2025      | 1 h 46 min 22 s |
| 9e  | Médaille d'or      | Tatra Race Run                                                   | 27 km    | 15 juin 2025     | 2 h 50 min 36 s |
| 24e | Médaille d'argent  | Chongli Uphill Race                                              | 7,0 km   | 5 juillet 2025   | 41 min 58 s     |
| 25e | Médaille d'argent  | Chongli Classic Race                                             | 21,9 km  | 6 juillet 2025   | 2 h 1 min 4 s   |
| 39e | Médaille d'argent  | Vauban Mountain Trail KV                                         | 5,9 km   | 19 juillet 2025  | 49 min 27 s     |
| 50e | Médaille d'or      | Giir di Mont Uphill                                              | 9 km     | 26 juillet 2025  | 47 min 52 s     |

## Records
| Épreuve       | Performance    | Date          | Lieu        |
| ------------- | -------------- | ------------- | ----------- |
| 1 500 mètres  | 4 min 59 s 34  | 16 mai 2012   | Galashiels  |
| 3 000 mètres  | 10 min 20 s 89 | 7 août 2013   | Grangemouth |
| 5 000 mètres  | 18 min 30 s 57 | 4 mai 2012    | Londres     |
| 5 kilomètres  | 17 min 42 s    | 10 août 2016  | York        |
| 10 kilomètres | 34 min 42 s    | 15 avril 2022 | Salford     |